# Florian Jarjat
Florian Jarjat (Valence, 18 febbraio 1980) è un allenatore di calcio ed ex calciatore francese, di ruolo difensore.

## Carriera
Ha giocato nella massima serie e nella seconda serie francese con le maglie di Nizza, Nantes e Troyes.
Proprio mentre era tesserato con quest'ultima, il 30 gennaio 2015, durante una sessione di allenamento, fu vittima di un attacco ischemico transitorio, da cui riuscì a salvarsi, ma che gli compromise gravemente il prosieguo dell'attività agonistica.
A partire dal 2016 ha intrapreso la carriera da allenatore, guidando prevalentemente formazioni amatoriali della zona di Troyes.